# Leonardo Lomelí Vanegas
Leonardo Lomelí Vanegas (Ciudad de México, 28 de abril de 1970) es un economista, historiador y académico mexicano. Desde el 17 de noviembre de 2023 es rector de la Universidad Nacional Autónoma de México (UNAM) para el periodo 2023-2027. Se desempeñó como director de la Facultad de Economía de la UNAM de 2010 a 2015 y como secretario general de la misma universidad de 2015 a 2023.

## Trayectoria académica
Posee estudios de licenciatura en Economía por la Facultad de Economía de la Universidad Nacional Autónoma de México (UNAM) y la maestría y doctorado en Historia por la Facultad de Filosofía y Letras de la misma universidad. Recibió la medalla Alfonso Caso por su tesis de maestría en 2002.
Desde 1994 es profesor de la Universidad Nacional Autónoma de México. Dentro de la institución dirigió 42 tesis de licenciatura en economía, cinco en licenciatura en historia y una de doctorado para el mismo tipo de estudio. Fue profesor en el doctorado en economía ambiental y de los recursos naturales y también impartió la especialización en historia del pensamiento económico.
En 2003 recibió el segundo lugar del Premio Jesús Silva Herzog en investigación en economía. El 15 de febrero de 2010 fue designado como director de la Facultad de Economía de la UNAM para el periodo 2010-2014 y el 17 de febrero de 2014 fue reelecto por otros cuatro años, se mantuvo en el cargo hasta el 18 de noviembre de 2015 cuando fue designado como secretario general de la UNAM siendo sustituido por Eduardo Vega López.
Es parte del Sistema Nacional de Investigadores de nivel II. También es miembro de número de la Academia Mexicana de Economía Política, miembro de la Asociación Mexicana de Historia Económica y de la Academia Mexicana de Ciencias.

### Rectoría de la UNAM
El 9 de noviembre de 2023 fue designado por la Junta de Gobierno de la UNAM como rector de la Universidad Nacional Autónoma de México para el periodo 2023-2027. Inició su mandato como rector de la Universidad el 17 de noviembre de 2023.

#### Presidencia Honoraria de los Pumas de la UNAM
El 17 de noviembre del 2023, fue reconocido por la Junta Directiva y la Asamblea de Socios del Club Universidad Nacional, como presidente honorario, siendo quien toma las decisiones más importantes para el equipo de fútbol en su administración: ejecutiva, operativa y deportiva.

## Libros

### En solitario
- Puebla, historia breve. Ciudad de México: Fondo de Cultura Económica. 2011. ISBN 9786071640635.
- La política económica y el discurso de la reconstrucción nacional (1917-1925). Ciudad de México: UNAM. 2016. ISBN 9786070287244.
- Liberalismo oligárquico y política económica: positivismo y economía política del Porfiriato. Ciudad de México: Fondo de Cultura Económica. 2018. ISBN 9786071661067.

### Como coautor
- El Partido de la Revolución. Institución y conflicto (1928-1999). Ciudad de México: FCE. 2000. ISBN 9789681662103.
- El Mundo del trabajo y la exclusión social. Ciudad de México: UNAM. 2006. ISBN 9789703205912.
- Pobreza, desigualdad y exclusión social en la ciudad del siglo XXI. Ciudad de México: Siglo XXI. 2008. ISBN 9786073000437.
- Las razones de la "alternancia": el relevo de los gobernadores en Yucatán, 1876-1901. Ciudad de México: Instituto Mora. 2008. ISBN 9789706841735.
- La UNAM y los desafíos de la nación. Ciudad de México: UNAM. 2018. ISBN 9786073006279.
- El sustento económico de las revoluciones en México. Ciudad de México: Instituto de Investigaciones Históricas, Facultad de Economía. 2019. ISBN 9786070245763.
- UNAM noventa años de libertades universitarias. Ciudad de México: Siglo XXI. 2020. ISBN 9786070311000.
- Universidad y futuro los retos de la pandemia. Ciudad de México: UNAM. 2022. ISBN 9786073062886.
- Estado, economía y sociedad en el México posrevolucionario. Ciudad de México: UNAM. 2023. ISBN 9786075943770.

## Reconocimientos
- Distinción Universidad Nacional para Jóvenes Académicos en el Área de Docencia en Ciencias Económico Administrativas, 2006
- Distinción Universidad Nacional para Jóvenes Académicos en el Área de Investigación en Ciencias Económico Administrativas, 2009